# Pietro Coppo
Pietro Coppo (latin : Petrus Coppus) était un géographe, routier et cartographe italien qui a rédigé une description du monde entier tel qu'il était connu au XVIe siècle, ainsi qu'une description précise de la péninsule d'Istrie.

## Biographie
La date de naissance de Coppo n'est pas connue avec précision, de sorte que les années 1469 et 1470 apparaissent dans diverses sources. Il fut fortement influencé par l'Histoire naturelle de Pline l'Ancien et eut comme professeur l'un des plus éminents historiens de Venise, Marcus Antonius Coccius Sabellicus. Dans sa jeunesse, il a beaucoup voyagé en Méditerranée et a rapidement commencé à dessiner des cartes. Il s'installa ensuite pour quelques années en Crète, où il vécut avec son oncle, puis il se maria avec  Colotta di Ugo  et s'installa à Isola en 1499. Il vécut à Isola jusqu'au 29 janvier 1556, où il exerça la profession de notaire. En tant que citoyen éminent, il a représenté Isola à plusieurs reprises devant le Doge de Venise.
Pendant son séjour à Isola, il dessina des cartes et produit en 1520 son premier grand livre de cartes, De toto orbe. En 1528, il écrivit et illustra un autre livre de cartes, Portolano, l'un des premiers guides de navigation au monde.
Dans son célèbre atlas, il a également publié la première carte assez précise de l'Istrie. Il a passé plusieurs semaines à naviguer en bateau le long de la côte d'Istrie, puis s'est enfoncé dans les terres pendant quelques semaines, traversant la péninsule en long et en large. Au cours de ce voyage, il est arrivé à la conclusion que la rivière Timav (sl) est un prolongement de la Reka. Dans cet atlas, il a également publié une carte du monde, sur laquelle il a dessiné l'ensemble de l'Amérique, qui était à l'époque un continent totalement nouveau et avait le statut de secret militaire. Il a obtenu des informations sur ce continent et la forme approximative de son littoral grâce à sa correspondance avec des géographes portugais.
L'atlas de Coppo et les gravures sur bois à partir desquelles il a imprimé ses cartes ont disparu à plusieurs reprises et ont ensuite été retrouvés dans différentes parties de l'Europe. Les gravures sur bois sont aujourd'hui perdues, probablement brûlées dans les archives d'Izola, qui ont été détruites par un incendie au début du XXe siècle. Quelques exemplaires de la première partie théorique de l'atlas de Coppo sont conservés dans les musées de Venise, de Londres et à la Bibliothèque nationale de France, mais le seul atlas complet était conservé à Piran et a été perdu en 1955. Beaucoup ont cru qu'il avait été volé, mais en 1982, il a été retrouvé dans le grenier du musée de Piran et restauré. En 1986, il a été réimprimé en italien et publié par Lint, une maison d'édition de Trieste.

Cartes de Pietro Coppo
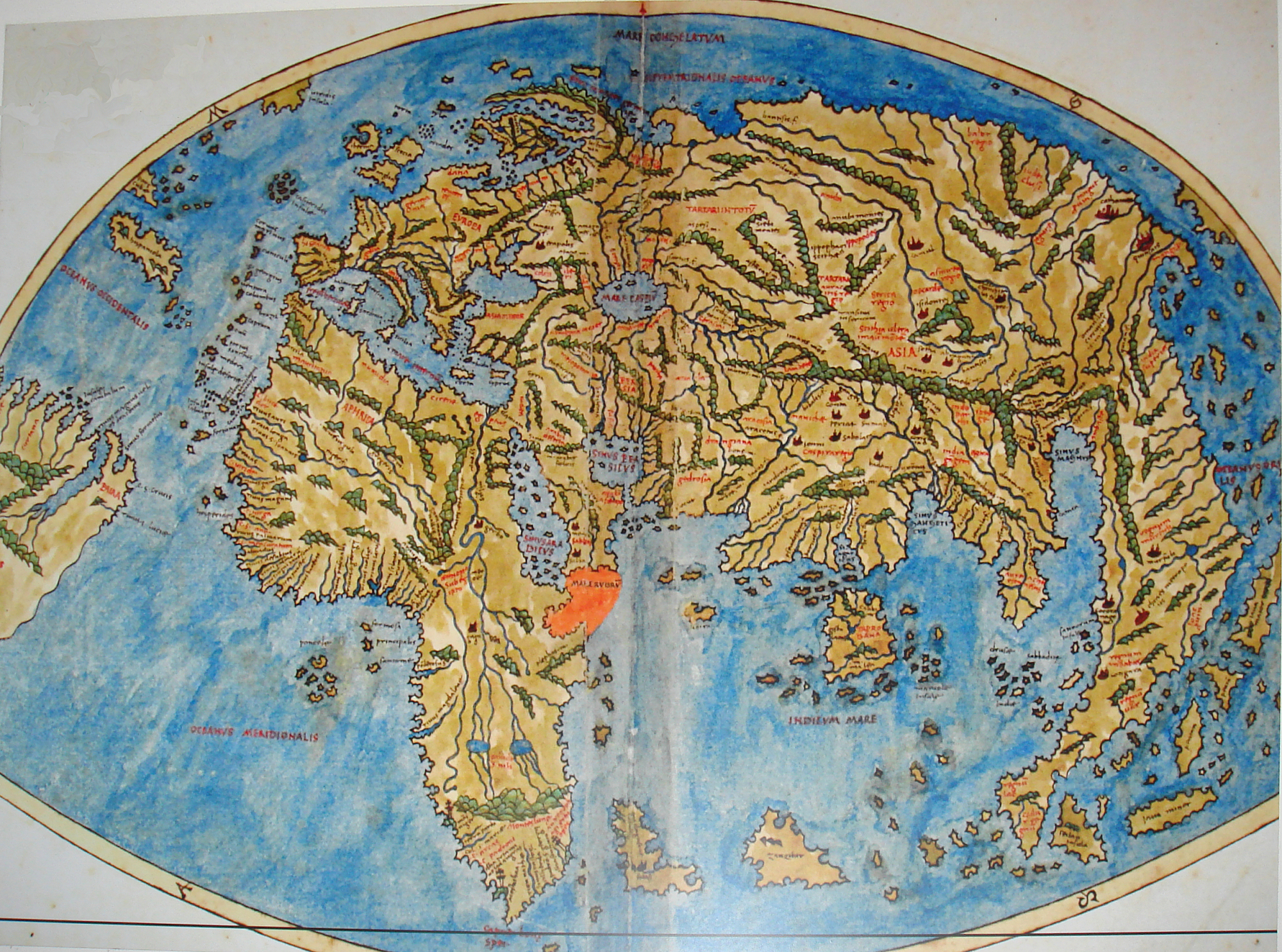
Carte du monde (1520)
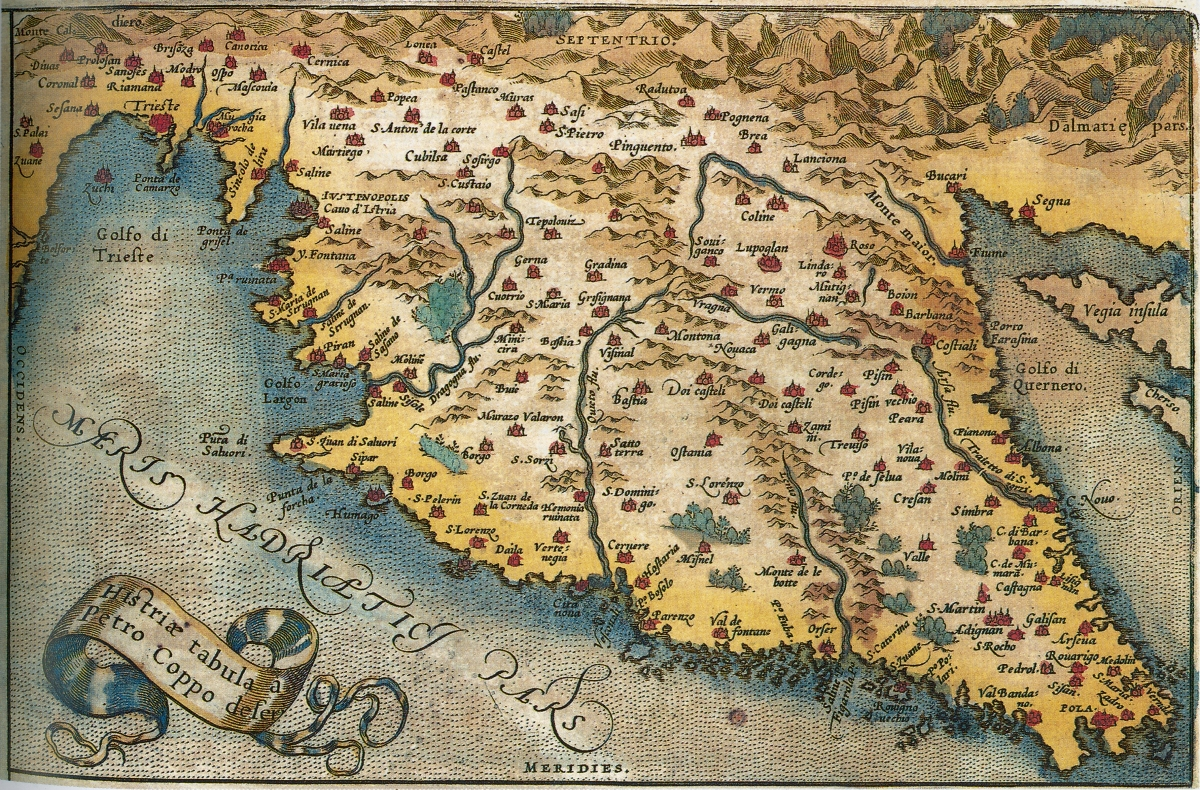
Carte de l'Istrie
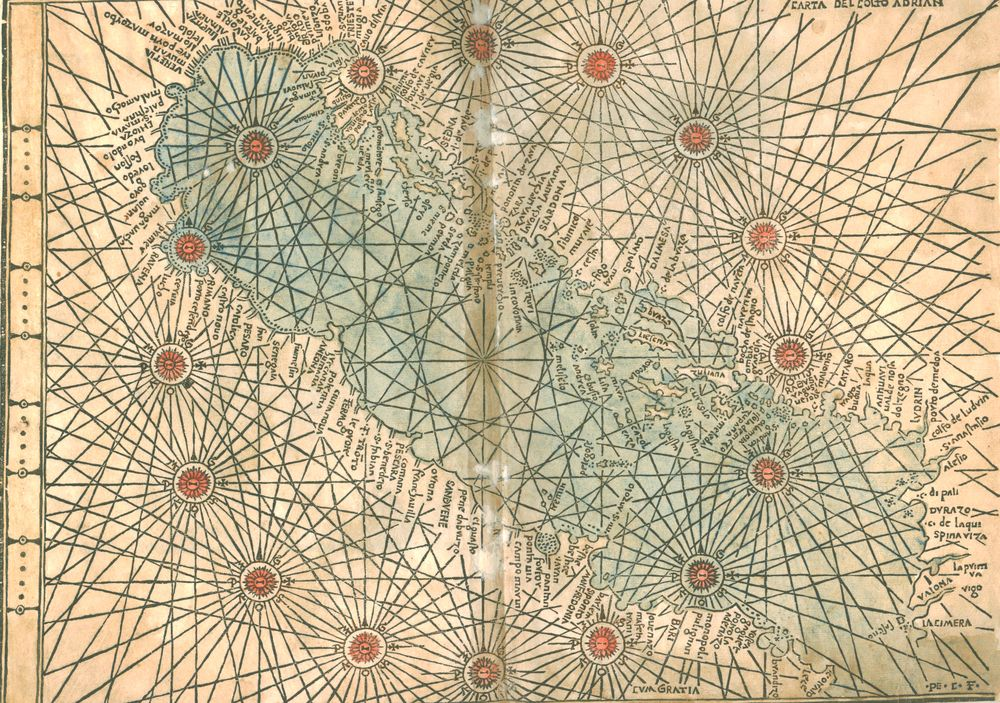
Carte de la mer Adriatique

## Œuvres
- De toto orbe : L'œuvre majeure de Coppo fut la description, accompagnée d'un atlas de 22 cartes, de l'ensemble du monde connu, intitulée De toto orbe (it). Rédigé en quatre volumes de 1518 à 1520, il comprenait également le tracé de la côte des Amériques, un secret militaire à l'époque, mais resta inédit. Les deux exemplaires conservés de l'ouvrage sont conservés à Bologne (Bibliothèque municipale de l'Archiginnasio) et à Paris (Bibliothèque nationale de France).

- De Summa totius Orbis : De 1524 à 1526, Coppo a préparé une version abrégée du De toto orbe sous le titre De Summa totius Orbis. Cet ouvrage contenait 15 cartes gravées sur bois, systématiquement disposées, nommées Tabulae ("tables"), destinées à être publiées dans un livre, représentant ainsi le premier atlas "moderne", bien que cette distinction soit conventionnellement attribuée à Abraham Ortelius. Il a été conservé en trois exemplaires, conservés à Venise, Paris et Piran. Seul le manuscrit de Piran contient les cartes.

- Portolano : En 1528, il publie l'ouvrage Portolano, l'un des premiers routiers au monde. Bien qu'il n'ait pas été conservé dans son intégralité (probablement en raison de son utilisation fréquente), ses copies ont été conservées à Piran, à Paris et à Londres (le British Museum).

- Del sito de l'Istria : Dans sa description de l'Istrie (Del sito de l'Istria ; 1529, publié en 1540, Venise), il a publié la première description géographique et une copie de la première carte régionale de l'Istrie, réalisée en 1525 et déjà incluse dans De Summa totius Orbis. Sa copie inscrite dans la pierre est aujourd'hui visible dans le parc Pietro Coppo, au centre de la ville d'Izola, dans le sud-ouest de la Slovénie.